# Szyna sterująca

Przysyłanie sygnałów poprzez magistralę komunikacyjną.

Szyna sterująca (ang. control bus) – połączenie między jednostką centralną (CPU) a pamięcią oraz układem wejścia-wyjścia, którym przesyłane są sygnały z mikroprocesora, określające, jaki rodzaj operacji ma wykonać układ współpracujący. Najczęściej spotykanymi liniami sterującymi są:
- Read ({\displaystyle {\overline {R}}}) – pojedyncza linia określająca, gdy aktywna (logiczne zero), że procesor będzie odczytywał dane z urządzenia.
- Write ({\displaystyle {\overline {W}}}) – pojedyncza linia określająca, gdy aktywna (logiczne zero), że procesor będzie zapisywał dane do urządzenia.
- Byte enable ({\displaystyle {\overline {E}}}) – grupa linii, które określają rozmiar przesyłanych danych (8, 16, 32, 64 bajty).